# Topliceni (gmina)
Topliceni – gmina w Rumunii, w okręgu Buzău. Obejmuje miejscowości Băbeni, Ceairu, Dedulești, Gura Făgetului, Poșta, Răducești i Topliceni. W 2011 roku liczyła 4080 mieszkańców.